# Manszúr al-Szakafí
Manszúr al-Szakafí (arabul: منصور الثقفي); 1979. január 14. –) szaúd-arábiai válogatott labdarúgó.

## Pályafutása

### Klubcsapatban
2001 és 2007 között az En-Naszr csapatában játszott. A 2007–08-as szezonban az El-Áhlíban  szerepelt. 2008-ban visszatért az En-Naszrba, majd 2009-ben visszatért az El-Áhlíhoz. 2011-ben az El-Kádszíah színeiben fejezte be a pályafutását

### A válogatottban
2004 és 2005 között 5 alkalommal játszott a szaúd-arábiai válogatottban. Részt vett a 2002-es világbajnokságon.